# Kouroussa
Kouroussa – miasto w zachodniej Gwinei, nad rzeką Niger, która zaczyna być żeglowna od tego miasta. Miasto posiada port rzeczny. Przemysł spożywczy, włókienniczy.